# Oxigénio-18
O Oxigénio-18 (

Gráfico de nuclídeos mostrando o Oxigênio-18. Z é o número de prótons e N o número de nêutrons

18O) é um isótopo natural estável de oxigénio e também um dos isótopos ambientais. 18O é um importante precursor para a produção de fluorodeoxiglicose (FDG), usada na tomografia por emissão de pósitrons (PET). 18O tem 10 nêutrons, resultado da subtração da massa atômica (17) pelo número atômico (8). As medições precisas de 18O dependem de procedimentos adequados de análise, preparação de amostra e armazenamento.

## Produção 18F
O flúor-18 é normalmente produzido por irradiação de água enriquecida com 18O (H218O) com prótons de alta energia (cerca de 18 MeV) preparados em um cíclotron ou um acelerador linear, produzindo uma solução aquosa de fluoreto 18F.  Esta solução é então usada para a síntese rápida de uma molécula marcada, frequentemente com o átomo de flúor substituindo um grupo hidroxila. As moléculas ou radiofármacos marcados devem ser sintetizados após a preparação do radiofluorina, pois a radiação de prótons de alta energia destruiria as moléculas.